# Дестракшен-Бей
Дестракшен-Бей — поселение в Территории Юкон на северо-западе Канады. 
В Дестракшен-Бей проживают 55 жителей (2006), есть школа. Через поселение проходит Аляскинская трасса.